# Grevillea intricata
Grevillea intricata  es una especie de arbusto  del gran género  Grevillea perteneciente a la familia  Proteaceae. Es originaria del sudoeste de Australia Occidental. 

## Descripción
Crece hasta alcanzar un tamaño de 3 metros de altura y produce flores entre mayo y octubre (a finales de otoño a mediados de primavera) en su hábitat nativo.

## Taxonomía
Grevillea intricata fue descrita por Carl Meissner y publicado en Hooker's Journal of Botany and Kew Garden Miscellany 7: 74. 1855.
Etimología
Grevillea, el nombre del género fue nombrado en honor de Charles Francis Greville, cofundador de la Royal Horticultural Society.
intricata: epíteto latíno que significa "enredado"